# Nic Fink

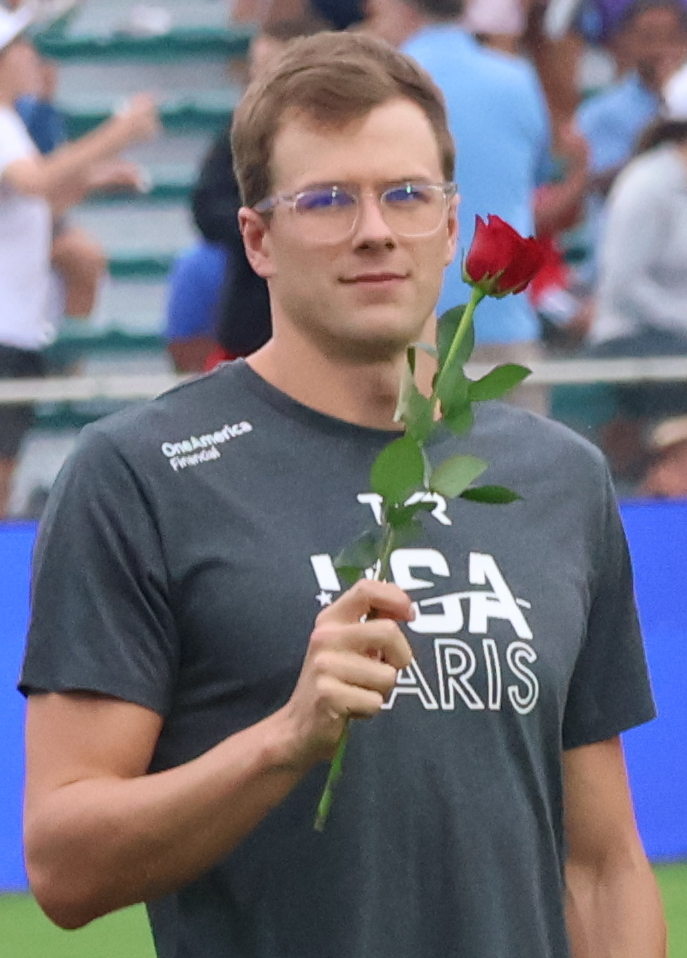
Nic Fink (2024)

Nicolas „Nic“ Fink (* 3. Juli 1993 in Morristown, New Jersey) ist ein Schwimmer aus den Vereinigten Staaten, der bei Olympischen Spielen bis 2024 einmal Gold und zweimal Silber gewann. Bei Weltmeisterschaften erschwamm er bis 2024 sechsmal Gold, dreimal Silber und viermal Bronze auf der 50-Meter-Bahn sowie siebenmal Gold, viermal Silber und einmal Bronze auf der 25-Meter-Bahn.

## Sportliche Karriere
Nic Fink besuchte The Pingry School und graduierte 2015 an der University of Georgia.

### Die Jahre bis zu den Panamerikanischen Spielen 2019
Bei den Juniorenweltmeisterschaften 2011 wurde Fink Siebter über 50 Meter Brust, Fünfter über 100 Meter Brust und gewann Gold mit der 4-mal-100-Meter-Lagenstaffel.
Seine ersten internationalen Meisterschaften in der Erwachsenenklasse waren die Weltmeisterschaften 2013 in Barcelona. Über 100 Meter Brust belegte er den achten Platz und lag damit einen Platz hinter seinem Landsmann Kevin Cordes. Fink war Mitglied der 4-mal-100-Meter-Lagenstaffel mit der schnellsten Vorlaufzeit. Im Finale schwamm Cordes auf der Brustlage, das Quartett aus den Vereinigten Staaten wurde aber im Finale disqualifiziert. 2014 bei den Pan Pacific Swimming Championships in Gold Coast wurde Fink Vierter über 100 Meter Brust mit 0,06 Sekunden Rückstand auf die Bronzemedaille. Über 200 Meter Brust schlug Fink als Zweiter hinter dem Japaner Yasuhiro Koseki an. Im Jahr darauf schied Fink sowohl über 100 Meter Brust als auch über 200 Meter Brust im Halbfinale der Weltmeisterschaften in Kasan aus.
Nachdem sich Fink nicht für die Olympischen Spiele in Rio de Janeiro qualifizieren konnte, war er Ende 2016 bei den Kurzbahnweltmeisterschaften in Windsor am Start. Er wurde Siebter über 100 Meter Brust und Vierter über 200 Meter Brust. Mit der 4-mal-100-Meter-Lagenstaffel erreichte er den Endlauf, im Endlauf wurde die Staffel disqualifiziert. Bei den Weltmeisterschaften 2017 in Budapest wurde Fink Fünfter über 200 Meter Brust, lag aber über eine Sekunde hinter der Bronzemedaille. 2019 nahm Fink an den Panamerikanischen Spielen in Lima teil. Über 200 Meter Brust wurde er Zweiter hinter seinem Landsmann Will Licon. Daniel Carr, Nic Fink, Tom Shields und Nathan Adrian gewannen den Titel in der 4-mal-100-Meter-Lagenstaffel.

### Die Jahre von 2021 bis 2023 mit 20 Weltmeisterschaftsmedaillen
Wegen der COVID-19-Pandemie wurden die Olympischen Spiele in Tokio erst 2021 ausgetragen. Über 200 Meter Brust schwamm Fink im Vorlauf und im Halbfinale jeweils die viertschnellste Zeit. Im Endlauf konnten sich seine Konkurrenten gegenüber dem Halbfinale deutlich steigern, Fink wurde mit 0,80 Sekunden Rückstand auf den drittplatzierten Finnen Matti Mattsson Fünfter. Bei den Kurzbahnweltmeisterschaften 2021 in Abu Dhabi wurde Fink zunächst Dritter über 100 Meter Brust hinter dem Belarussen Ilja Schymanowitsch und dem Italiener Nicolò Martinenghi, wobei Fink 0,17 Sekunden nach dem Sieger anschlug. Über 200 Meter Brust siegte Nic Fink mit 0,14 Sekunden Vorsprung vor dem Niederländer Arno Kamminga, Will Licon erhielt Bronze. In der 4-mal-50-Meter-Lagenstaffel gab es zwei siegreiche Teams, da die Quartette aus Russland und aus den Vereinigten Staaten zeitgleich anschlugen. Für die USA schwammen Shaine Casas, Nic Fink, Tom Shields und Ryan Held. Am Schlusstag gewann Nic Fink über 50 Meter Brust mit 0,02 Sekunden Vorsprung vor Nicolò Martinenghi. Zum Abschluss holten Shaine Casas, Nic Fink, Trenton Julian und Ryan Held noch die Silbermedaille in der 4-mal-100-Meter-Lagenstaffel hinter den Italienern. Shaine Casas, Nic Fink, Kate Douglass und Katharine Berkoff belegten den zweiten Platz in der 4-mal-50-Meter-Mixed-Lagenstaffel hinter dem niederländischen Quartett.
Im Juni 2022 bei den Weltmeisterschaften in Budapest wurde Fink Dritter über 100 Meter Brust hinter Nicolò Martinenghi und Arno Kamminga. Über 50 Meter Brust siegte Fink mit 0,03 Sekunden Vorsprung vor Martinenghi. In seinem dritten Einzelwettbewerb belegte Fink den fünften Platz über 200 Meter Brust. Im Endlauf der 4-mal-100-Meter-Lagenstaffeln siegten die Italiener mit 0,28 Sekunden vor Ryan Murphy, Nic Fink, Michael Andrew und Ryan Held. Die 4-mal-100-Meter-Mixed-Lagenstaffel siegte mit Hunter Armstrong, Nic Fink, Torri Huske und Claire Curzan. Im Dezember 2022 bei den Kurzbahnweltmeisterschaften in Melbourne siegten Ryan Murphy, Nic Fink, Kate Douglass und Tori Huske, wobei sie in 1:35,15 Minuten einen neuen Weltrekord aufstellten. Am nächsten Tag gewann Fink seinen zweiten Titel, als er über 50 Meter Brust 0,19 Sekunden vor Martinenghi anschlug, Dritter wurde der Brite Adam Peaty. Über 200 Meter Brust siegte der Japaner Daiya Seto mit 0,25 Sekunden Vorsprung vor Nic Fink. In der 4-mal-50-Meter-Lagenstaffel siegten die Italiener mit neuem Weltrekord vor Ryan Murphy, Nic Fink, Shaine Casas und Michael Andrew. Über 50 Meter Brust gewann Fink den Titel mit 0,04 Sekunden vor Martinenghi. Seine vierte Goldmedaille in Melbourne gewann Fink mit der 4-mal-100-Meter-Lagenstaffel zusammen mit Ryan Smith, Trenton Julian und Kieran Smith. In diesem Wettbewerb gab es zwei siegreiche Staffeln, da die US-Staffel und die Australier zeitgleich mit neuem Weltrekord anschlugen, die drittplatzierten Italiener lagen nur 0,08 Sekunden zurück.
Ein halbes Jahr später bei den Weltmeisterschaften in Fukuoka siegte der Chinese Qin Haiyang auf allen drei Brustdistanzen. Über 50 Meter Brust und über 100 Meter Brust wurde Nic Fink jeweils mit einigem Abstand Zweiter, wobei es über 100 Meter Brust mit Nic Fink, Nicolò Martinenghi und Arno Kamminga drei zeitgleiche Gewinner der Silbermedaille gab. Die 4-mal-100-Meter-Lagenstaffel siegte mit Ryan Murphy, Nic Fink, Dare Rose und Jack Alexy mit 1,8 Sekunden Vorsprung vor den Chinesen. In der 4-mal-100-Meter-Mixed-Lagenstaffel gewann die chinesische Mannschaft mit Qin Hayang vor den Staffeln aus Australien und aus den Vereinigten Staaten, wobei für die USA im Finale Ryan Murphy, Nicolas Fink, Torri Huske und Kate Douglass schwammen.

### Das Olympiajahr 2024 mit dem Olympiasieg
Im Februar 2024 bei den Weltmeisterschaften in Doha siegte Fink über 100 Meter Brust mit 0,27 Sekunden vor Nicolò Martinenghi, Adam Peaty wurde Dritter. Über 50 Meter Brust gewann der Australier Sam Williamson mit 0,07 Sekunden Vorsprung auf Martinenghi, Fink wurde 0,10 Sekunden hinter dem Italiener Dritter. Über 200 Meter Brust schließlich erreichte der Chinese Dong Zhihao als Erster das Ziel vor dem Niederländer Caspar Corbeau, Nic Fink wurde 0,91 Sekunden hinter dem Chinesen Dritter. In der Lagenstaffel schwammen im Vorlauf Jack Aikins, Jake Foster, Shaine Casas und Luke Hobson die schnellste Vorlaufzeit. Im Endlauf waren Hunter Armstrong, Nic Fink, Zach Harting und Matt King über zweieinhalb Sekunden schneller und siegten sicher vor den Niederländern und den Italienern. In der Mixed-Lagenstaffel waren Jack Aikins, Jake Foster, Rachel Klinker und Addison Sauickie im Vorlauf Drittbeste. Im Endlauf waren Hunter Armstrong, Nicolas Fink, Claire Curzan und Kate Douglass fast drei Sekunden schneller als die zweitplatzierten Australier.
Bei den Olympiaauscheidungswettkämpfen der Vereinigten Staaten konnte sich Fink nur über 100 Meter Brust qualifizieren, über 200 Meter Brust wurde er Sechster. Bei den Olympischen Spielen in Paris erreichten über 100 Meter Brust die drei Schwimmer die Medaillenränge, die auch bei den Weltmeisterschaften in Doha das Podium besetzt hatten. Martinenghi siegte mit 0,02 Sekunden Vorsprung vor den zeitgleichen Fink und Peaty, die beide Silber erhielten. Der Deutsche Melvin Imoudu schlug 0,08 Sekunden hinter Martinenghi als Vierter an. In der Lagenstaffel waren Hunter Armstrong, Charlie Swanson, Thomas Heilman und Jack Alexy die Drittschnellsten im Vorlauf hinter Franzosen und Chinesen. Im Endlauf siegten die Chinesen mit 0,55 Sekunden Vorsprung vor Ryan Murphy, Nic Fink, Caeleb Dressel und Hunter Armstrong. Die Franzosen erreichten 0,37 Sekunden hinter dem US-Quartett das Ziel. In der Mixed-Lagenstaffel waren Regan Smith, Charlie Swanson, Caeleb Dressel und Abbey Weitzeil die Vorlaufschnellsten. Im Finale siegten Ryan Murphy, Nic Fink, Gretchen Walsh und Torri Huske mit neuem Weltrekord.